# 山田敏弘
山田 敏弘（やまだ としひろ、1974年12月24日 - ）は、日本出身の国際ジャーナリスト、コメンテーター、ノンフィクション作家、翻訳家、コラムニスト、日本大学客員研究員である。
国際情勢や社会問題を中心に取材・執筆を行う。著書に『世界のスパイから喰いモノにされる日本  MI6、CIAの厳秘インテリジェンス』（2020年、講談社）、『サイバー戦争の今』（2019年、ベスト新書、ＫＫベストセラーズ）』、『ＣＩＡスパイ養成官: キヨ・ヤマダの対日工作』（2019年、新潮社）、翻訳書に『黒いワールドカップ』（講談社）などがある。
執筆活動だけに留まらず、テレビ、ラジオ、ネットテレビなど、様々な分野において出演やコメントを展開している。

## 来歴
滋賀県生まれ。米ネヴァダ大学ジャーナリズム学部卒業。講談社で記者として社会問題や国際情勢を主に担当。
退職後、英ロイター通信社に入社、シンガポールにて勤務。帰国した後は、ニューズウィーク日本版の編集記者となり、ニューズウィーク誌（英語版、国際版）でも取材・寄稿を行う。
その後、米マサチューセッツ工科大学に留学。フルブライト・フェローとして国際情勢、安全保障、サイバーセキュリティ、サイバー戦争などの研究・取材活動に従事。帰国後の2016年からフリーで活動している。
専門分野としては国際情勢全般、サイバー戦争、インテリジェンス（諜報・情報機関）、テロリズム、情報セキュリティ（プライバシー、SNSなど）、アメリカ政治・文化、アジアと中東情勢など。国内の事件や社会問題から、政治、エンターテイメント、カルチャーまで多岐に渡るジャンルの取材を行い、世界各地から世界情勢などの情報もキャッチしている。またセキュリティ・カンファレンスなどのイベントなどでも講演活動を行っている。
Yahoo!ジャパン公式オーサーで、Forbes 公式コラムニストでもある。YouTubeチャンネル「山田敏弘のスパイチャンネル」でも活動する。

## 著書
- 『モンスター 暗躍する次のアルカイダ』（2012年、中央公論新社）[11]
- 『ハリウッド検視ファイル〜トーマス野口の遺言』（2013年、新潮社）[12]
- 『ゼロデイ 米中露サイバー戦争が世界を破壊する』（2017年、文藝春秋）[13]
- 『CIAスパイ養成官　キヨ・ヤマダの対日工作』（2019年、新潮社）
- 『サイバー戦争の今』（2019年、ベスト新書：ＫＫベストセラーズ）
- 『世界のスパイから喰いモノにされる日本　MI6、CIAの厳秘インテリジェンス』（2020年、講談社＋α新書）
- 『死体格差　異状死17万人の衝撃』（2021年、新潮社）
- 『プーチンと習近平　独裁者のサイバー戦争』（2022年、文春新書）

## 翻訳
- 『黒いワールドカップ』（2010年、講談社）[4]
- 『あなたの見ている多くの試合に台本が存在する』（2014年、カンゼン）[14]

## 執筆

### 雑誌
- 週刊文春（文藝春秋）
- 週刊新潮（新潮社）
- 週刊ポスト（小学館）
- 週刊現代（講談社）
- FRIDAY（講談社）
- アサヒ芸能（徳間書店）
- 中央公論（中央公論新社）
- ニューズウィーク日本版（CCCメディアハウス）
- Forbes（アトミックスメディア）
- 別冊宝島（宝島社）

### WEB版
- 文春オンライン（文藝春秋）
- フォーサイト（新潮社）
- ニューズウィーク日本版（CCCメディアハウス）[15]
- 現代ビジネス（講談社）[16]
- JBpress（日本ビジネスプレス）
- プレジデントオンライン（プレジデント社）[17]
- ダイヤモンド・オンライン（ダイヤモンド社）
- 東洋経済オンライン（東洋経済新報社）
- nippon.com（ニッポンドットコム）[18]

## 連載
- クーリエ・ジャポン（講談社）「イングリッシュ・ニュース・ブリーフ」
- ニューズウィーク日本版（CCCメディアハウス）「ワールド・ニュース・アトラス」
- ITmedia ビジネスオンライン（ITmedia）「世界を読み解くニュース・サロン」[19]
- フォーサイト（新潮社）

## メディア出演
- ワイド!スクランブル（テレビ朝日　大下容子時代）
- 情報ライブ ミヤネ屋（読売テレビ／日本テレビ）
- カズレーザーと学ぶ。（日本テレビ）
- 月曜から夜ふかし（日本テレビ）
- ダークサイドミステリー（NHK）
- サンデー・ジャポン（TBS）
- 深層NEWS（BS日テレ）
- 朝まで生テレビ!（テレビ朝日）
- 教えて!ニュースライブ 正義のミカタ（朝日放送テレビ）
- 日曜日の初耳学（TBS MBS毎日放送）
- やりすぎ都市伝説（テレビ東京）
- news おかえり（朝日放送テレビ）
- す・またん!、ZIP!（読売テレビ）
- AbemaPrime（AbemaTV）
- みのもんたのよるバズ!（AbemaTV）
- グッド!モーニング（テレビ朝日）
- 直撃LIVE グッディ!（フジテレビ） - コメント
- BSニュース 日経プラス10（BSテレ東・テレビ東京）
- 報道ライブ INsideOUT（BS11）
- ニュースの視点（TBSニュースバード）
- NHKジャーナル（NHK）
- Nらじ（NHK）
- Step One（J-WAVE）
- 安住紳一郎の日曜天国（TBSラジオ）
- 蓮見孝之 まとめて!土曜日（TBSラジオ）
- TIME LINE（TOKYO FM)